# Святе (Пролетарський гай)
Святе́ (колишня назва — Пролетарський гай) — заповідне урочище місцевого значення в Україні. Розташоване в південній частині міста Чернігів, поруч з проспектом Миру.
Площа 44 га. Статус дано згідно з рішенням Чернігівського облвиконкому від 08.09.1958 року № 861; від 24.04.1964 року № 236; від 10.06.1972 року № 303; від 27.12.1984 року № 454; від 28.08.1989 року № 165.
Статус дано для збереження лісопарку, який є залишком придеснянських пралісів. Зростають сосни (віком від 70 до 250 років), дуби (віком 150—300 років), а також 80-літні берези.
У межах заповідного урочища розташовані дві ботанічні пам'ятки природи: «Багатовікові дуби» і «Багатовіковий дуб».

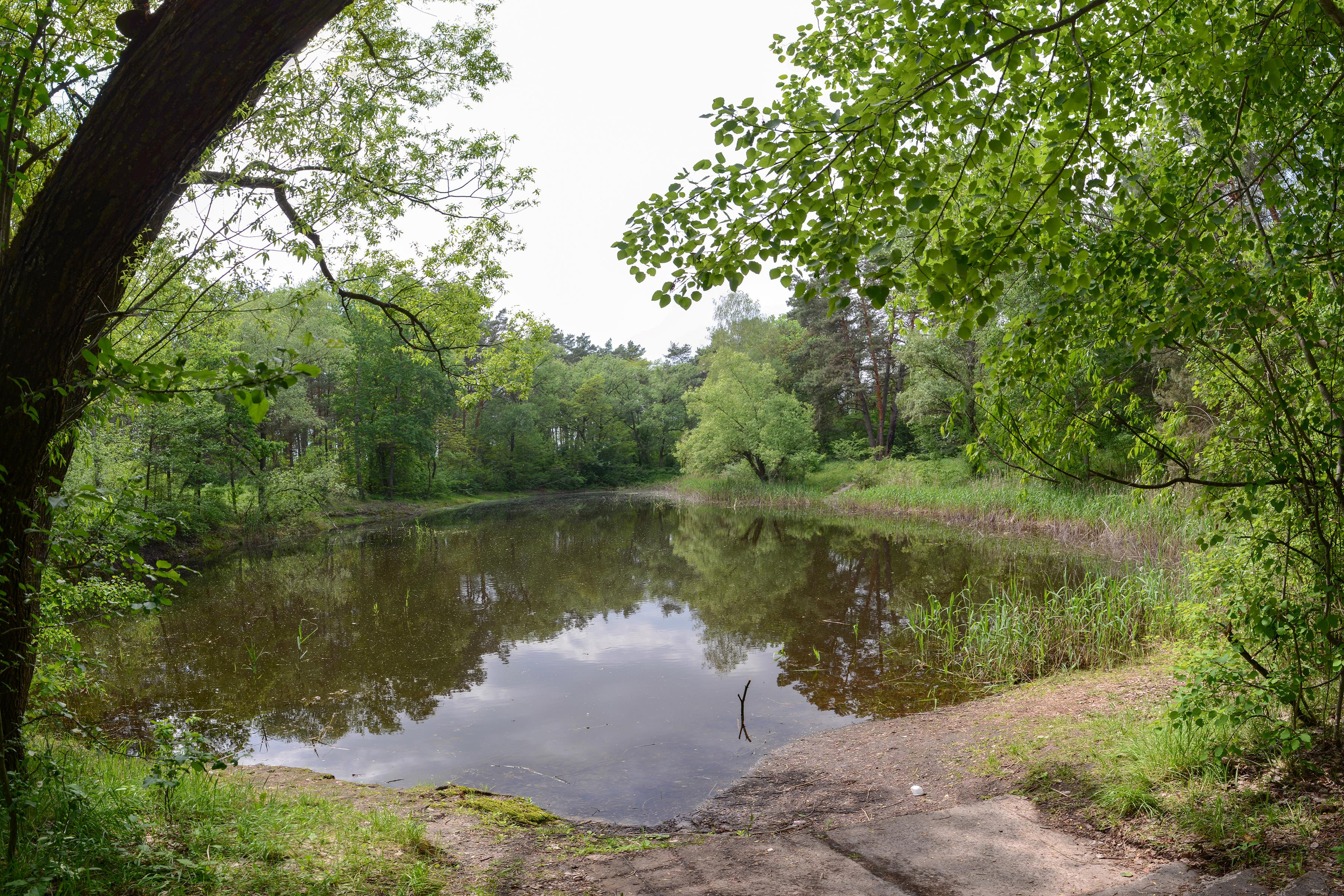
Озеро «Святе»

## Галерея

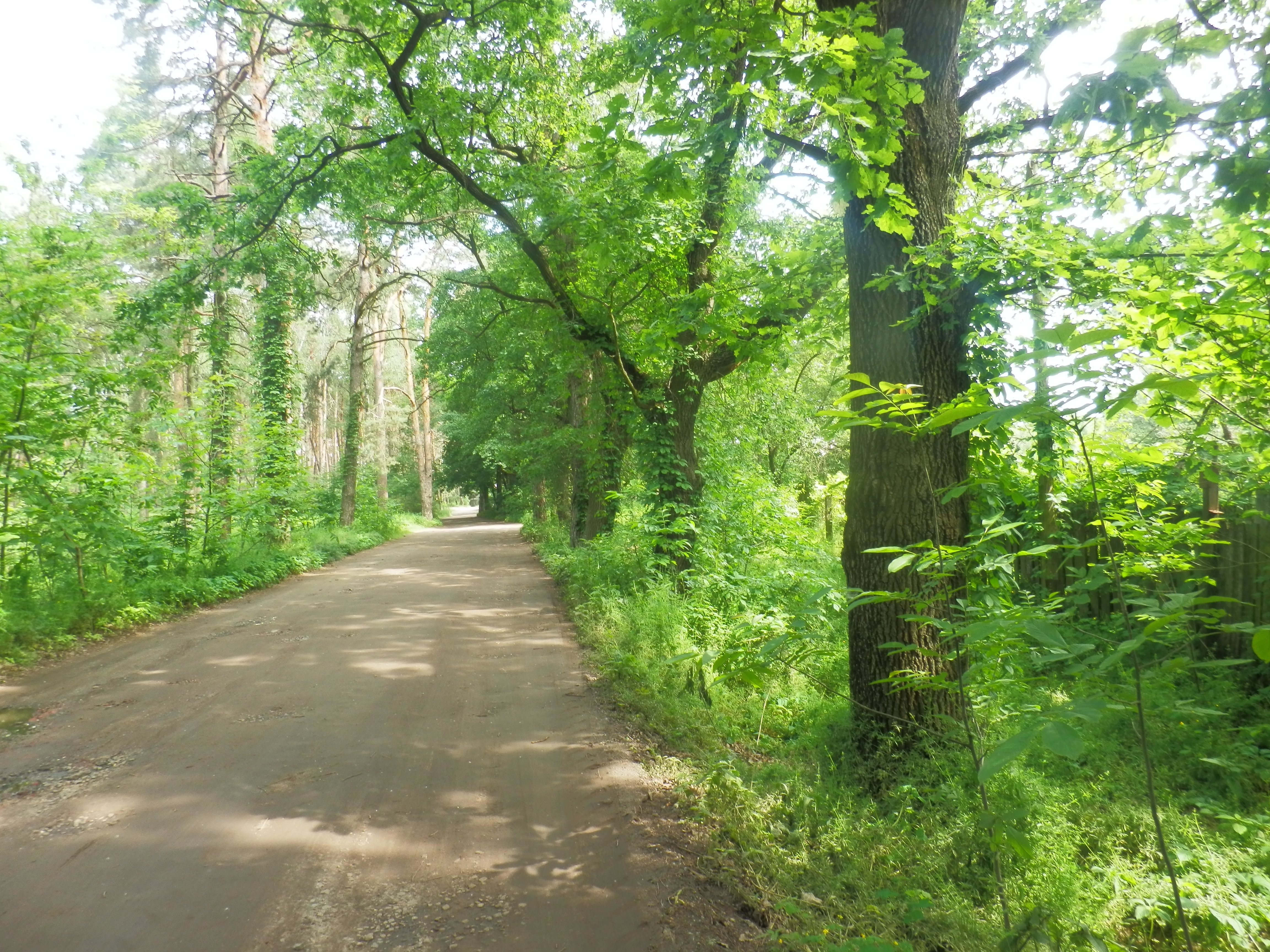
Святе (Пролетарський гай), м. Чернігів, південна околиця
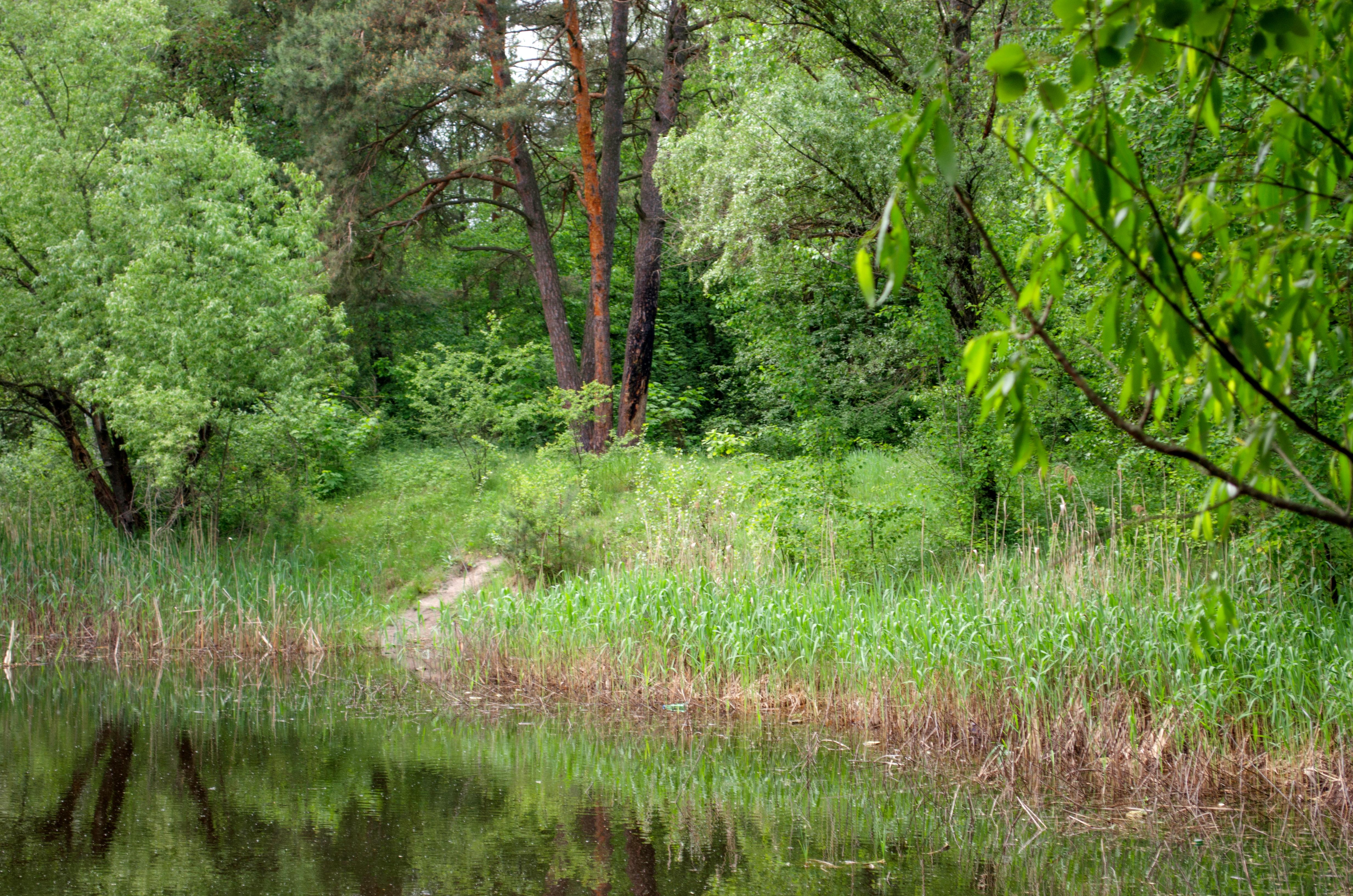
Святе (Пролетарський гай) у травні 2014 р.
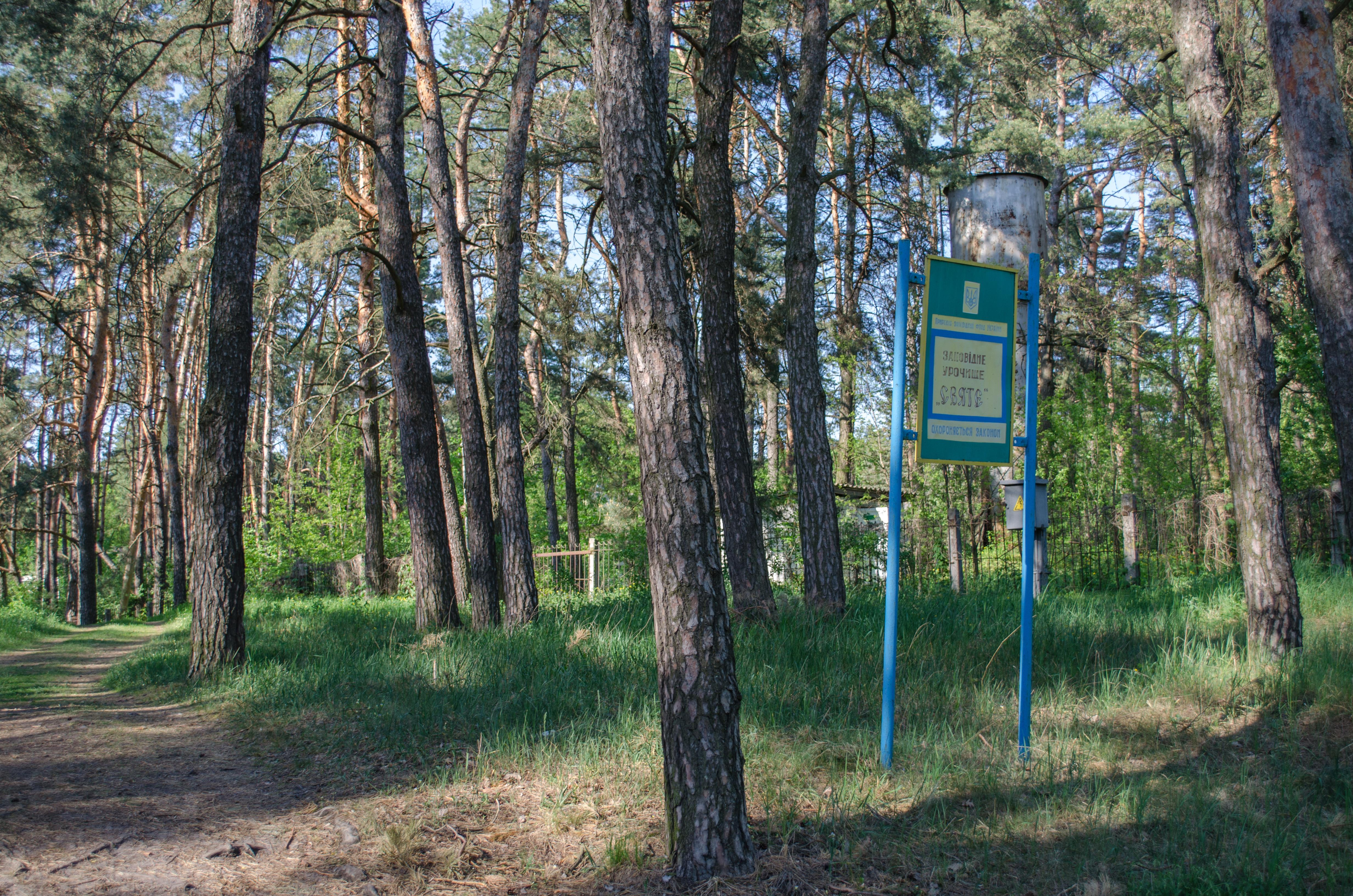
Чернігів, заповідне урочище Святе.